# فرودگاه کوتا
فرودگاه کوتا  (به انگلیسی: Kota Airport) یک فرودگاه همگانی با کد یاتا KTU است که یک باند فرود آسفالت دارد. این فرودگاه در کشور هند قرار دارد و در ارتفاع ۲۷۳ متری از سطح دریا واقع شده است.